# Население Нунавута
Нунавут — канадская территория, площадью 1 877 787,62 км². По данным переписи 2016 года, население территории — 35 944 человека, что на 12,6 % больше показателя переписи 2011 года (31 906). По данным 2006 года, 24 630 человек идентифицировали себя как инуиты (84,1 % от общей численности населения), сто человек относили себя к индейцам Канады (0,3 %), 130 человек — к метисам (0,4 %) и 4 410 человек — к некоренному населению (15,1 %).
Малонаселённость Нунавута делает маловероятным возможное присвоение территории статуса провинции в обозримом будущем, хотя, учитывая то, что территория Юкон как раз в ближайшее время может стать провинцией (при меньшем населении), вероятность присвоения Нунавуту статуса провинции всё же существует.

## Поселения с населением более 1000 человек
| Поселение       | 2011 | % изм. | 2006 | % изм. | 2001 | % изм. |
| --------------- | ---- | ------ | ---- | ------ | ---- | ------ |
| Икалуитa        | 6699 | 8,3    | 6184 | 18,1   | 5236 | 24,1   |
| Арвиат          | 2318 | 12,5   | 2060 | 8,5    | 1899 | 21,8   |
| Ранкин-Инлетa   | 2266 | -3,9   | 2358 | 8,3    | 2177 | 5,8    |
| Бейкер-Лейк     | 1872 | 8,3    | 1728 | 14,7   | 1507 | 8,8    |
| Кеймбридж-Лейкa | 1608 | 8,9    | 1477 | 12,8   | 1309 | -3,1   |
| Понд-Инлет      | 1549 | 17,8   | 1315 | 7,8    | 1220 | 5,7    |
| Иглулик         | 1454 | -5,5   | 1538 | 19,6   | 1286 | 5,5    |
| Куглуктук       | 1450 | 11,4   | 1320 | 7,4    | 1212 | 0,9    |
| Пангниртанг     | 1425 | 7,5    | 1325 | 3,8    | 1276 | 2,7    |
| Кейп-Дорсет     | 1363 | 10,3   | 1236 | 7,7    | 1148 | 2,7    |
| Йоа-Хейвен      | 1279 | 20,2   | 1064 | 10,8   | 960  | 9,2    |

## Язык
По данным канадской переписи 2006 года, население территории составило 29474 человека.
На вопрос «какой язык Вы считаете родным?» население Нунавута дало следующие ответы:
| 1. | Инуктитутb                      | 20185 | 69.54 % |
| 2. | Английскийb                     | 7765  | 26.75 % |
| 3. | Французскийb                    | 370   | 1.27 %  |
| 4. | Инуиннактунb                    | 295   | 1.02 %  |
| 5. | Малайско-полинезийские языки    | 65    | 0.22 %  |
| 6= | Тагальский                      | 45    | 0.16 %  |
| 6= | Китайский                       | 40    | 0.14 %  |
| 6= | Кантонский                      | 10    | 0.03 %  |
| 6= | Севернокитайский (мандаринский) | 10    | 0.03 %  |
| 6= | Немецкий                        | 40    | 0.14 %  |
| 8. | Испанский                       | 30    | 0.10 %  |
| 9= | Алгонкинские языки              | 20    | 0.07 %  |
| 9= | Кри                             | 20    | 0.07 %  |
| 9= | Атабаскские языки               | 20    | 0.07 %  |
|    | Догриб                          | 10    | 0.03 %  |

260 человек назвали два родных языка: английский и один неофициальный (в основном инуктитут); двадцать человек назвали вместе с неофициальным родным языком французский; столько же — английский и французский; около 140 человек на вопрос о родном языке назвали несколько неофициальных, или дали иной ответ. Официальными в переписи языками считались только английский и французский.

## Меньшинства и коренные жители
| Меньшинства и коренные жители (по данным канадской переписи 2006 года) | Меньшинства и коренные жители (по данным канадской переписи 2006 года) | Меньшинства и коренные жители (по данным канадской переписи 2006 года) | Меньшинства и коренные жители (по данным канадской переписи 2006 года) |
| Группа                                                                 | Группа                                                                 | Население                                                              | % от населения                                                         |
| ---------------------------------------------------------------------- | ---------------------------------------------------------------------- | ---------------------------------------------------------------------- | ---------------------------------------------------------------------- |
| Европейцы                                                              | Европейцы                                                              | 3990                                                                   | 13,6                                                                   |
| Видимые меньшинства                                                    | Южноазиаты                                                             | 85                                                                     | 0,3 %                                                                  |
| Видимые меньшинства                                                    | Китайцы                                                                | 80                                                                     | 0,3 %                                                                  |
| Видимые меньшинства                                                    | Африканцы                                                              | 100                                                                    | 0,3 %                                                                  |
| Видимые меньшинства                                                    | Филиппинцы                                                             | 80                                                                     | 0,3 %                                                                  |
| Видимые меньшинства                                                    | Латиноамериканцы                                                       | 25                                                                     | 0,1 %                                                                  |
| Видимые меньшинства                                                    | Арабы                                                                  | 15                                                                     | 0,1 %                                                                  |
| Видимые меньшинства                                                    | Индокитайцы                                                            | 0                                                                      | 0 %                                                                    |
| Видимые меньшинства                                                    | Переднеазиаты                                                          | 10                                                                     | 0 %                                                                    |
| Видимые меньшинства                                                    | Корейцы                                                                | 0                                                                      | 0 %                                                                    |
| Видимые меньшинства                                                    | Японцы                                                                 | 10                                                                     | 0 %                                                                    |
| Всего видимых меньшинств                                               | Всего видимых меньшинств                                               | 420                                                                    | 1,4 %                                                                  |
| Коренные группы                                                        | Индейцы                                                                | 100                                                                    | 0,3 %                                                                  |
| Коренные группы                                                        | Метисы                                                                 | 130                                                                    | 0,4 %                                                                  |
| Коренные группы                                                        | Инуиты                                                                 | 24640                                                                  | 84 %                                                                   |
| Всего коренных жителей                                                 | Всего коренных жителей                                                 | 24915                                                                  | 85 %                                                                   |
| Всего населения                                                        | Всего населения                                                        | 29325                                                                  | 100 %                                                                  |

## Религия
Главной религией Нунавута является христианство: католицизм, англиканство и пятидесятничество.
Традиционно в инуитской культуре эскимосский шаманизм всегда был под запретом, однако он также достаточно распространён.
| Религия по переписи населения 2001 года | Религия по переписи населения 2001 года | Религия по переписи населения 2001 года |
| Религия                                 | Население                               | % населения                             |
| --------------------------------------- | --------------------------------------- | --------------------------------------- |
| Католицизм                              | 6215                                    | 23.30                                   |
| Протестантизм                           | 17785                                   | 66.69                                   |
| Православие                             | 20                                      | 0.07                                    |
| Другие направления в христианстве       | 835                                     | 3.13                                    |
| Ислам                                   | 25                                      | 0.09                                    |
| Иудаизм                                 | 10                                      | 0.04                                    |
| Буддизм                                 | 15                                      | 0.06                                    |
| Другие восточные религии                | 60                                      | 0.22                                    |
| Другие религии                          | 40                                      | 0.15                                    |
| Безверие                                | 1655                                    | 6.21                                    |
| Всего                                   | 26670                                   | 100.00                                  |

## Миграция
Нунавуту присуща некоторая внутренняя миграция (обычно на временной основе), однако внешняя миграция в регионе практически отсутствует.
Перепись 2006 года зафиксировала только 450 иммигрантов в Нунавуте, в том числе 80 из Великобритании, 40 из США и Филиппин, 30 из Германии, 20 из Китая и Индии, и всего 10 с Ямайки и Южной Африки.
В общей сложности 4940 человек переехали в Нунавут из других регионов Канады в период между 1996 и 2006 годом, в то время как 5615 человек из Нунавута переехали в другие канадские регионы: в частности 355 человек в Ньюфаундленд и Лабрадор, столько же в Альберту, 295 — в Северо-Западные территории, 235 — в Онтарио и 160 — в Квебек, в частности, 150 франкофонов.